# 빈 코 증후군
빈 코 증후군(—症候群, 영어: Empty nose syndrome; ENS)은 비갑개 성형술, 비갑개 절제술 혹은 비갑개의 절제나 축소와 관련된 수술의 시행시 비갑개의 과도한 절제/축소로 인해 코의 생리적 기능이 손상된 것을 뜻한다. 증상으로는
- 지속적인 코의 건조감
- 코가 따가움
- 일반적으로 설명되지 않는 코막힘 (이 증상을 지닌 환자는 코 내부는 생리적으로나 물리적으로 막힘이 없으나, 코막힘을 호소한다.)
- 코로 숨쉬기 어려움
- 자주 피곤함, 현기증
- 코의 출혈과 안면통증

빈 코 증후군(ENS)에 관련된 조사는 많지 않으며, 오랜 기간의 역학 조사 역시 많지 않은 상태이다. 그렇기에 얼마나 많은 환자들이 이 증상에서 자연적으로 회복되었는지에 대해서는 알기 어렵다. 완치가 아닌, 증상을 완화하기 위한 치료법들로는 순수 염분으로 구성된 스프레이나 젤 등을 코 안에 투여하여 건조해지지 않도록 하는 것들이 있다. 하지만 현재로서 가장 확실한 치료법으로 보이는 것은 코 내부의 잃어버린 비갑개 구조를 보형물 등의 삽입으로 재건하는 것이다. 최근에는 수술로 절제된 비갑개를 복원하기 위한 시도들이 보고되고 있으며, 이러한 복원 방법으로는 다양한 보형물을 삽입하여 잃어버린 비갑개의 구조를 대신하는 임플란트가 시행되고 있다. 이러한 시술을 받은 환자들은 많지 않으며, 역학조사 역시 충분치 않으나 수술 결과는 어느 정도 긍정적이다.
줄기세포에 대한 연구가 활발해지면서 완전하게 비갑개를 복원하여 정상적인 코 기능을 회복시키기 위한 시도들이 진행되고 있다.

## 진단
의사는 빈 코 증후군을 진단하기 위해 각각의 증상들을 의심해야 한다.
- 환자가 코로 호흡시 만족스럽지 않다고 여기거나, 숨이 차거나 또는 숨막힘 등을 호소하는 경우
- 환자가 비강 내부의 건조함을 호소하는 경우 (흔한 증상임)

이러한 증상들은 환자가 이전에 비갑개 관련 수술을 받았을 경우에만 일어난다고 알려져 있으며, 비갑개 수술 직후에는 증상이 없다가 몇 년이 지난 후 이러한 증상을 호소하기도 한다. 빈 코 증후군인지를 판단하기 위해서는 환자의 코 안에 비정상적으로 많은 공간이 보여야 하며, 비갑개의 전부 혹은 일부분이 손실되어 있어야 한다. 일부 환자들은 코점막이 건조한 것이 발견되며, 점막 색깔이 변색되어 있기도 하다. 다른 환자들은 지속적인 코의 건조함으로 인한 비강 내 출혈이 발견되기도 한다. 코의 가피(코딱지)는 없는 경우도 있으며, 많은 경우도 있다. 빈 코 증후군의 증상들은 비갑개 손실로 인한 코로 숨을 쉴 때 내부 공기 기류의 변화로 인한 건조함 때문에 호흡곤란과 같은 증상을 야기한다. 증상들을 관찰하여 정확한 진단을 내리기 힘든 경우가 많은데, 그 이유는 일반적으로 비갑개가 손실된 코 내부는 그 손실을 보충하기 위해 다른 점막들이 비대해져 있는 경우가 많기 때문이다.

## 병인론
코 내부의 비갑개는 호흡하는 동안 외부로부터 들어오는 공기의 온도와 습도 조절, 공기정화의 역할을 하며 공기 흐름을 감지하는 기관이다. 비갑개는 코 호흡시 비갑개 주변으로 공기가 흘러가도록 하는 구조물로, 코 내부의 점막에 더 많은 외부공기가 접촉되도록 하는 역할을 하는데 이러한 기능은 코 내부의 건강 유지를 위해 필수적인 요소이다. 비갑개는 앞부분부터 뒷부분까지 기체역학적인 구조를 가지고 있으며, 공기가 비갑개를 따라 진행하는 동안 공기흐름을 막지 않도록 되어 있다. 빈 코 증후군의 경우 비갑개 점막의 많은 부분을 잃어버리면서 건조함이 발생한다. 수술 등의 외부적 요인으로 비갑개가 손실될 경우 남아있는 코 내부 점막이 건조해지는데 이는 코점막의 변질 혹은 위축성 비염 및 냄새코염 등으로 발전할 수도 있다.

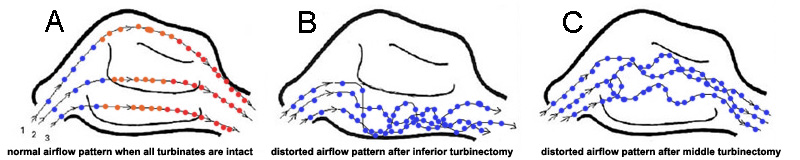
비갑개의 제거로 인하여 코 내부의 망가진 공기흐름 패턴.

위의 그림은 비갑개의 손실로 인하여 변형된 코 내부의 공기 흐름 패턴을 보여준다.
A 그림은 정상적인 코 내부의 공기흐름을 보여주며, 완전한 비갑개의 구조는 외부 공기가 코 내부의 점막에 골고루 퍼지도록 한다.
B 그림은 하비갑개의 절제로 인하여, 변형된 공기 흐름을 보여주며, 하비갑개가 손실되며 생긴 공간으로 외부 공기가 집중되어 흐른다.
C 그림은 중비갑개의 절제로 인하여, 변형된 공기 흐름을 보여주며, 중비갑개가 손실된 가운데 부분의 공간으로 외부공기가 집중되어 흐른다.
빈 코 증후군을 가진 사람의 비강내부는 비갑개가 절제/축소되면서 일반인에 비해 많은 공간을 가지고 있으나, 코막힘을 호소하는 경우가 많다. 이러한 설명되기 어려운 모순적인 코막힘은 코 내부에 분포되어 있는 두개골의 3차 신경이 일으키는 반응으로 여겨진다.

## 용어 정립
비갑개 절제술은 근래 100여 년이 넘는 기간 동안 시행된 시술이다. 그러나, 전통적으로 이비인후과 전문의들은 비갑개를 고유한 기능을 가진 비강 내부의 필수적인 부분으로 여겼었다. 20세기 후반에 들어 이러한 비갑개에 대한 전통적인 생각들이 파괴되기 시작하여, 제거하여도 비강의 기능에 영향을 끼치지 않는 부분으로 여기기 시작하였다. 이는 비갑개 절제/축소술을 받은 환자들이 똑같은 증상들을 지속적으로 호소하면서 틀린 판단으로 간주되게 되었다. 빈 코 증후군(Empty Nose Syndrome: ENS) 이란 용어는 1994년 유진 컨 박사에 의해 사용되기 시작하였다. 비교적 최근 비갑개의 생리적인 중요성들이 점차 알려지고 있으며, 가능하면 비갑개를 보존하는 방향으로 처방이 이루어지고 있다.